# Mellan-Betsarn
Mellan-Betsarn är en sjö i Åsele kommun i Lappland och ingår i Lögdeälvens huvudavrinningsområde. Sjön är 11,6 meter djup, har en yta på 0,703 kvadratkilometer och befinner sig 308 meter över havet. Sjön avvattnas av vattendraget Kroknorsbäcken.

## Delavrinningsområde
Mellan-Betsarn ingår i det delavrinningsområde (712727-161398) som SMHI kallar för Utloppet av Mellan-Betsarn. Medelhöjden är 315 meter över havet och ytan är 3,06 kvadratkilometer. Det finns ett avrinningsområde uppströms, och räknas det in blir den ackumulerade arean 8,15 kvadratkilometer. Kroknorsbäcken som avvattnar avrinningsområdet har biflödesordning 2, vilket innebär att vattnet flödar genom totalt 2 vattendrag innan det når havet efter 129 kilometer. Avrinningsområdet består mestadels av skog (73 procent). Avrinningsområdet har 0,7 kvadratkilometer vattenytor vilket ger det en sjöprocent på 22,9 procent.